# Huhtisaari (ö i Södra Savolax, Nyslott, lat 61,95, long 29,35)
Huhtisaari är en ö i Finland. Den ligger i sjön Puruvesi och i kommunen Nyslott i  landskapet Södra Savolax, i den sydöstra delen av landet, 300 km nordost om huvudstaden Helsingfors. Öns area är 8,1 hektar och dess största längd är 490 meter i sydöst-nordvästlig riktning.